# Bogoryjka
Bogoryjka – część wsi Bogoria w Polsce, położona w województwie świętokrzyskim, w powiecie sandomierskim, w gminie Łoniów. Nie ma sołtysa, należy do sołectwa Bogoria.
W latach 1975–1998 Bogoryjka należała administracyjnie do województwa tarnobrzeskiego.